# William Austen
William Austen var en engelsk bronsgjutare på 1400-talet.
Austens huvudarbete är gravmonumentet över Richard Beuchamp, earl of Warwick, i S:t Mary i Warwick, en ståtilig fristående grav av tumbaform. Mellan nischerna finns sörjande änglar, som jämte bilden av den döde och det däröver välvda mässingsgallret är de delar som med säkerhet kan tillskrivas William Austen.